# Chthamalus nasus
Chthamalus nasus is een uitgestorven zeepokkensoort uit de familie van de Chthamalidae. De wetenschappelijke naam van de soort werd voor het eerst geldig gepubliceerd in 2008 door Carriol.